# دان سوليفان (لاعب كرة قدم أمريكية)
دان سوليفان (بالإنجليزية: Dan Sullivan)‏ هو لاعب كرة قدم أمريكية محترف أمريكي، ولد في 1 سبتمبر 1939 في دورشستر ‏ في الولايات المتحدة. لعب لنادي بالتيمور كولتس في الدوري الوطني لكرة القدم الأمريكية من 1962 إلى 1972. فاز مع فريقه بمباراة سوبر بول في 1971.

## الحياة المبكرة والجامعة
ولد دان سوليفان في 1 سبتمبر 1939 في بوسطن، ماساتشوستس، ونشأ في دورشيستر. لعب كرة القدم الأمريكية في مدرسة بوسطن التقنية الثانوية. حصل على منحة دراسية كاملة في كلية بوسطن، لدراسة كرة القدم الأمريكية والهوكي. لعب كرة القدم الأمريكية الجامعية كلاعب خط هجوم أساسي، وكان حجر الأساس في هجوم الفريق.
تخرج بدرجة بكالوريوس العلوم في إدارة الأعمال. منحت كلية بوسطن سوليفان جائزة سكانلان، وهي أعلى جائزة في كرة القدم الأمريكية تُمنح للاعب بارز يُجسد قدرات الرياضية والقيادة والعلم. في عام 1976، أُدخل إلى قاعة مشاهير نادي جامعة بوسطن الجامعية.

## وفاته
توفي سوليفان في 7 أبريل 2025، في هافر هيل، ماساتشوستس، عن عمر يناهز 85 عامًا. تاركًا خلفه زوجته لأكثر من 60 عامًا، لورين (رابيت) سوليفان، وثلاثة أبناء، وثلاثة أحفاد.